# 20 aC

## Esdeveniments

### Armènia
- Tigranes III d'Armènia accedeix al tron d'Armènia.

### Índia
- Saka pren el control del nord-est de l'Índia

## Naixements
- Filó d'Alexandria: filòsof jueu.(data aproximada).

## Necrològiques
- Artaxes II d'Armènia